# Jeff Madsen
Jeffrey „Jeff“ Madsen (* 7. Juni 1985 in Santa Monica, Kalifornien) ist ein professioneller US-amerikanischer Pokerspieler. Er ist vierfacher Braceletgewinner der World Series of Poker, bei der er 2006 als Spieler des Jahres ausgezeichnet wurde.

## Persönliches
Madsen wuchs in Los Angeles auf und studierte Filmtheorie an der University of California in Santa Barbara.

## Pokerkarriere

### Werdegang
Madsen begann an seiner Universität Poker zu erlernen und spielte vor seinem WSOP-Triumph in Indianerkasinos in Santa Ynez.
Bei der World Series of Poker 2006 im Rio All-Suite Hotel and Casino am Las Vegas Strip gewann er im Alter von 21 Jahren und fünf Wochen sein erstes Bracelet bei einem Turnier der Variante No Limit Hold’em und war somit sechs Wochen jünger als der bisherige Rekordhalter. Nur sechs Tage später sicherte er sich sein zweites Bracelet sowie eine Siegprämie von mehr als 640.000 US-Dollar. Durch weitere Top-3-Resultate bei zwei Turnieren in Seven Card Stud und Omaha sicherte er sich als bisher jüngster Spieler die Auszeichnung als WSOP Player of the Year. Full Tilt Poker nahm Madsen nach der WSOP umgehend bei den Full Tilt Pros auf.
Insgesamt hat sich Madsen mit Poker bei Live-Turnieren mehr als 6 Millionen US-Dollar erspielt.

### Braceletübersicht
Madsen kam bei der WSOP 146-mal ins Geld und gewann vier Bracelets:
| Jahr | Buy-in (in $) | Turnier                           | Teilnehmer | Preisgeld (in $) |
| ---- | ------------- | --------------------------------- | ---------- | ---------------- |
| 2006 | 2000          | No Limit Hold’em                  | 1579       | 660.948          |
| 2006 | 5000          | No Limit Hold’em (Shorthanded)    | 0507       | 643.381          |
| 2013 | 3000          | Pot-Limit Omaha                   | 0640       | 384.420          |
| 2015 | 3000          | Pot-Limit Omaha Hi-Lo 8 or Better | 0480       | 301.413          |